# Sipho
Sipho là một chi ốc biển, là động vật thân mềm chân bụng sống ở biển trong họ Buccinidae.
The name thuộc chi Sipho Mörch, 1852 [ex Klein] has become invalid và là một đồng nghĩa của Colus Röding, 1798. A previous use thuộc chi name Sipho T. Brown, 1827 hiện tại được coi là đồng nghĩa của Puncturella 

## Các loài
All the species that used đến belong đến the genus Sipho have become synonyms of other species thuộc họ Buccinidae.
- Sipho astrolabiensis Strebel, 1908[3]: đồng nghĩa của Prosipho astrolabiensis (Strebel, 1908)